# تسفينكاو
تسفينكاو (بالألمانية: Zwenkau) هي مدينة و بلدة ألمانية تقع في Leipzig في ألمانيا. يقدر عدد سكانها بـ 8,929 نسمة .

## أعلام
- فرانك باوم
- روديجر سليج